# Rue Villiers-de-L'Isle-Adam
Pour les articles homonymes, voir Villiers, de Villiers de L'Isle-Adam et L'Isle-Adam (homonymie).
La rue Villiers-de-L'Isle-Adam est une voie du 20e arrondissement de Paris.

## Situation et accès
Elle est située entre la rue Sorbier et la rue Pelleport, traverse la rue des Pyrénées et la rue de la Chine.

## Origine du nom
Elle porte le nom de l'écrivain français Auguste de Villiers de L'Isle-Adam (1838-1889).

## Historique
C'est à l'état de sentier qu'elle est indiquée sur le plan cadastral de 1812 sous le nom de « sentier de la Cloche-à-l'Eau ». 
Cette voie qui délimitait en partie les communes de Belleville et de Charonne en 1839 faisait alors partie de la rue des Partants. 
Par décret du 23 mai 1863, elle intègre la voirie parisienne avant de prendre sa dénomination actuelle par arrêté du 24 juin 1907.

## Bâtiments remarquables et lieux de mémoire

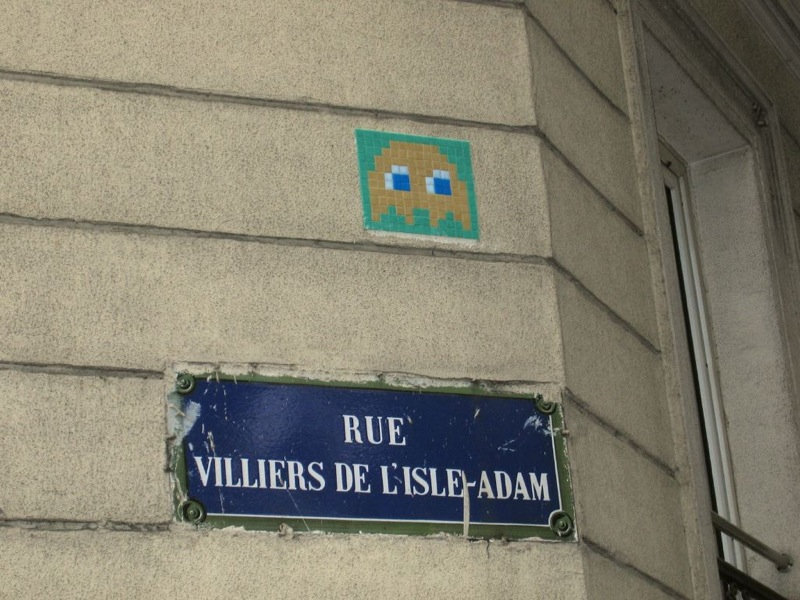
La plaque.

Il y a un escalier au niveau de la rue des Pyrénées, ce qui forme une impasse depuis la rue de la Chine. il y a plusieurs oeuvres d' Art urbain tel que des Space Invaders.
La rue est piétonne entre la rue de la Bidassoa et la rue Sorbier.
Au no 54 se tient l'imprimerie de monsieur Juvenel, qui tira clandestinement pour la Résistance le journal France d’abord et de nombreux faux papiers entre 1942 et 1944, dont 36 000 fausses cartes d’identité.
L'homme politique Marcel Déat y vécut.